# Mascota
Mascota là một đô thị thuộc bang Jalisco, México. Năm 2005, dân số của đô thị này là 13136 người.